# ابراهام دی اولیویرا
ابراهام دی اولیویرا (به انگلیسی: Abraham de Oliveira) (زادهٔ ۴ مهٔ ۱۸۸۰ - درگذشته ۲۶ مارس ۱۹۴۳) ژیمناست اهل کشور هلند بود.